# Bahnstrecke Aarau–Suhr
| Abbau der Bahnstrecke (2009) |                      |                |                |
| Streckenlänge: | 4,2 km               |                |                |
| Spurweite: | 1435 mm (Normalspur) |                |                |
| Stromsystem: | 15 kV 16,7 Hz ~      |                |                |
| |                      |                |                |
| \| \| \| von Zofingen \| \| \| \| 67,5 \| Suhr \| Suhr \| \| \| \| nach Lenzburg \| \| \| \| 70,1 \| Buchs AG \| Buchs AG \| \| \| \| von Rupperswil \| \| \| \| 71,7 \| Aarau \| Aarau \| \| \| \| nach Olten \| \| |                      |                |                |
| Strecke |                      | von Zofingen   | von Zofingen   |
| Bahnhof | 67,5                 | Suhr           | Suhr           |
| Abzweig ehemals geradeaus und nach rechts |                      | nach Lenzburg  | nach Lenzburg  |
| Haltepunkt / Haltestelle (Strecke außer Betrieb) | 70,1                 | Buchs AG       | Buchs AG       |
| Abzweig ehemals geradeaus und von rechts |                      | von Rupperswil | von Rupperswil |
| Bahnhof | 71,7                 | Aarau          | Aarau          |
| Strecke |                      | nach Olten     | nach Olten     |

Die Bahnstrecke Aarau–Suhr ist eine ehemalige Eisenbahnstrecke im Bezirk Aarau in Kanton Aargau.

## Geschichte
Die Schweizerische Nationalbahn eröffnete die Bahnstrecke am 6. September 1877 zusammen mit der Bahnstrecke Zofingen–Wettingen. Die Bahngesellschaft ging aber bereits 1878 in Konkurs, worauf die Strecke von der Schweizerischen Nordostbahn übernommen wurde, die 1902 verstaatlicht wurde und in den Schweizerischen Bundesbahnen aufging.
Die Strecke wurde am 15. Juli 1946 mit 15 kV 16 ⅔ Hz elektrifiziert.
Am 12. Dezember 2004 wurde die Strecke stillgelegt und danach abgebaut, damit die damals in der Strasse verlaufende meterspurige Wynental- und Suhrentalbahn auf das freiwerdende Trassee der ehemaligen Normalspurstrecke verlegt werden konnte. Die entsprechenden Arbeiten begannen 2008 und dauerten zwei Jahre an. Seit dem 22. November 2010 verkehren die WSB-Züge auf dem neuen Trassee.